# Zemannit
Zemannit ist ein sehr selten vorkommendes Mineral aus der Mineralklasse der „Oxide und Hydroxide“ mit der chemischen Zusammensetzung Mg0,5ZnFe3+[TeO3]3·4,5H2O und ist damit ein wasserhaltiges Magnesium-Zink-Eisen-Tellurit.
Zemannit kristallisiert im hexagonalen Kristallsystem und bildet meist kleine prismatische Kristalle, die eine braune Farbe besitzen.

## Etymologie und Geschichte
Zemannit wurde erstmals 1961, jedoch noch ohne Namen, als mögliches neues Mineral aus Moctezuma (Sonora, Mexiko) erwähnt. Es wurde zunächst für ein reines Zink-Tellurat(IV) gehalten, wobei nicht klar war, ob es sich um ein Salz der Tellurigen Säure oder der Metatellursäure handelte. Aufgrund der Probleme bei der Bestimmung der exakten chemischen Formel verzögerte sich die Mitteilung des neuen Minerals an die International Mineralogical Association (IMA).
Erst 1967 gelang Eckhart Matzat auf der Grundlage von Daten aus Kristallstrukturanalysen eine genauere Bestimmung der chemischen Zusammensetzung, die fortan als (Na,H)2(Zn,Fe3+,Mn,Mg)2[TeO3]3·nH2O angegeben wurde. Zwei Jahre später veröffentlichte er zusammen mit S. J. Williams das Mineral erstmals unter dem Namen Zemannit, in Anerkennung der wissenschaftlichen Verdienste des österreichischen Mineralogen Josef Zemann (1923–2022), besonders im Bereich der tellurhaltigen Minerale. Im selben Jahr wurde es als neues Mineral mit dem Namen Zemannit und der revidierten chemischen Formel von der IMA anerkannt.
Spätere Untersuchungen zeigten, dass Zemannit, ebenso wie der verwandte Kinichilit, nur Spuren von Natrium und hauptsächlich Magnesium enthält, die Formel wurde daraufhin erneut korrigiert und entspricht der heutigen Form: Mg0,5ZnFe3+[TeO3]3·4,5H2O.
Die Typlokalität ist die Mina La Bomballa in Moctezuma, Sonora, Mexiko.

## Klassifikation
Bereits in der veralteten 8. Auflage der Mineralsystematik nach Strunz gehörte der Zemannit zur Mineralklasse der „Oxide und Hydroxide“ und dort zur Abteilung der „Arsenite, Selenite, Tellurite und Jodate“, wo er zusammen mit Cliffordit, Denningit, Magnolit, Montanit, Sonorait und Spiroffit sowie dem inzwischen diskreditierten Ferrotellurit (IMA 19-G) die „Denningit-Spiroffit-Gruppe“ mit der System-Nr. IV/G.02e innerhalb der Obergruppe der „Selenite und Tellurite“ bildete.
Im zuletzt 2018 überarbeiteten und aktualisierten Lapis-Mineralienverzeichnis nach Stefan Weiß, das sich aus Rücksicht auf private Sammler und institutionelle Sammlungen noch nach dieser alten Form der Systematik von Karl Hugo Strunz richtet, erhielt das Mineral die System- und Mineral-Nr. IV/K.10-30. In der „Lapis-Systematik“ entspricht dies der Abteilung „Sulfite, Selenite und Tellurite“, wo Zemannit zusammen mit Favreauit, Francisit, Keystoneit, Kinichilit und Quetzalcoatlit eine eigenständige, aber unbenannte Gruppe bildet.
Die von der International Mineralogical Association (IMA) zuletzt 2009 aktualisierte 9. Auflage der Strunz’schen Mineralsystematik ordnet den Zemannit in die erweiterte Abteilung der „Arsenite, Antimonite, Bismutite, Sulfite, Selenite und Tellurite“ ein. Diese ist weiter unterteilt nach der möglichen Anwesenheit weiterer Anionen und Kristallwasser, so dass das Mineral entsprechend seiner Zusammensetzung in der Unterabteilung „Tellurite ohne zusätzliche Anionen; mit H2O“ zu finden ist, wo es nur noch zusammen mit Keystoneit und Kinichilit die nach ihm benannte „Zemannitgruppe“ mit der System-Nr. 4.JM.05 bildet.
Im Gegensatz zu den Strunz’schen Systematiken ordnet die vorwiegend im englischen Sprachraum gebräuchliche Systematik der Minerale nach Dana den Zemannit in die Klasse der „Sulfate, Chromate und Molybdate“ und dort in die Abteilung der „Selenite, Tellurite und Sulfite“ ein. Hier ist er ebenfalls als Namensgeber der „Zemannitgruppe“ mit der System-Nr. 34.03.02 und den weiteren Mitgliedern Kinichilit und Keystoneit innerhalb der Unterabteilung der „Selenite – Tellurite – Sulfite“ zu finden.

## Kristallstruktur
Zemannit kristallisiert im hexagonalen Kristallsystem in der Raumgruppe P63/m (Raumgruppen-Nr. 176) mit den Gitterparametern a = 9,41 Å und c = 7,64 Å sowie zwei Formeleinheiten pro Elementarzelle.
Die Te4+-Kationen bilden mit drei Sauerstoffatomen komplexe [TeO3]2−-Anionen. Die Sauerstoffatome bilden die Basisfläche einer trigonalen Pyramide, an deren Spitze sich das Tellurkation befindet. Diese Anordnung kann auch als ein Tetraeder angesehen werden, wobei das freie, nicht-bindende Elektronenpaar des Te4+-Kations in die einzige unbesetzte Ecke des Tetraeders zeigt (siehe dazu auch VSEPR-Modell).
Die Zn2+- und Fe3+-Kationen teilen sich dieselbe Position in der Kristallstruktur, wobei diese statistisch zu 60 % mit Eisen und zu 40 % mit Zink besetzt ist, die Werte können jedoch bei verschiedenen Kristallen auch andere Verhältnisse annehmen. Enthält die Struktur auch Spuren von Mn2+-Ionen, befinden diese sich ebenfalls auf der Zink/Eisen-Position. Die Zink/Eisen-Kationen werden von sechs Sauerstoffatomen in Form von verzerrten Oktaedern umgeben, die Sauerstoffatome sind gleichzeitig Teil der [TeO3]2−-Anionen. Die [(Fe,Zn)O]6-Oktaeder und [TeO3]2−-Anionen bilden dadurch ein dreidimensionales Netzwerk mit großen Kanälen parallel der kristallographischen c-Achse. Daher wird die Struktur des Zemannits auch oft als „zeolithartig“ beschrieben.
Die Mg2+-Kationen sind von je sechs Wassermolekülen ebenfalls oktaedrisch umgeben. Die [Mg(H2O)6]2+-Komplexe befinden sich in den oben beschriebenen Kanälen des Netzwerks und dienen dem Ladungsausgleich. Die Positionen der Mg2+-Kationen in der Kristallstruktur sind dabei nur zur Hälfte besetzt, was sich auch schon in der chemischen Formel von Zemannit andeutet („Mg0,5“).

## Morphologie
Zemannit bildet nadelförmige bis prismatische Einkristalle, die meist nur eine Länge von wenigen Millimetern erreichen. Da die Kristalle des sekundären Minerals in der Regel ungestört auf Gesteinsoberflächen wachsen können, sind sie meist idiomorph ausgebildet und spiegeln die Symmetrie der Kristallklasse 6/m (hexagonal-dipyramidal) wider. Charakteristisch für Zemannit-Kristalle ist ein gerades hexagonales Prisma, das oft von hexagonalen Pyramiden über den beiden Basisflächen der Prismen abgeschlossen wird. Die Pyramidenflächen sind bei einigen Kristallen jedoch nur angedeutet, die Spitze der Pyramiden fehlt. Modelle der idealen Kristallform und der Form mit unvollständig entwickelten Pyramidenflächen sind in der Abbildung rechts dargestellt.

## Bildung und Fundorte
Zemannit ist ein sekundäres Mineral, das aus der Verwitterung von gediegen Tellur oder telluridhaltiger Minerale, zum Beispiel Sylvanit oder Calaverit, entsteht. Das elementare Tellur oder die Tellurid-Anionen (Te2− beziehungsweise Te22−) werden dabei zu Te4+-Kationen oxidiert, die zusammen mit Oxid-Ionen stabile Oxotellurat(IV)-Ionen (Tellurit-Ionen) [TeO3]2− bilden. Zemannit kann neben den in der Formel genannten Elementen auch Spuren von Mangan sowie von Alkali- und Erdalkalimetallen enthalten.
Begleitende Minerale (Paragenesen) von Zemannit sind häufig die beiden in der Natur auftretenden Modifikationen des Tellurdioxids (TeO2), Tellurit und Paratellurit, und andere Te4+-haltige Minerale sowie gediegenes Tellur.
Neben der Mina La Bambolla (Mina Moctezuma), der Typlokalität bei Moctezuma, ist die Kawazu-Mine bei Shimoda (Japan) ein weiterer Fundort von Zemannit.

## Verwendung
Aufgrund der Seltenheit und der oft mikroskopisch kleinen Kristalle hat Zemannit keine technische Bedeutung und wird ausschließlich als Sammlerobjekt gehandelt.